# Kanephoroi
Kanephoroi (altgriechisch Κανηφόροι, „Korbträgerinnen“, Einzahl Kanephore) waren Mädchen, die bei antiken griechischen Opferzeremonien den Opferkorb (altgriechisch Κανοῦν, kanún) trugen.

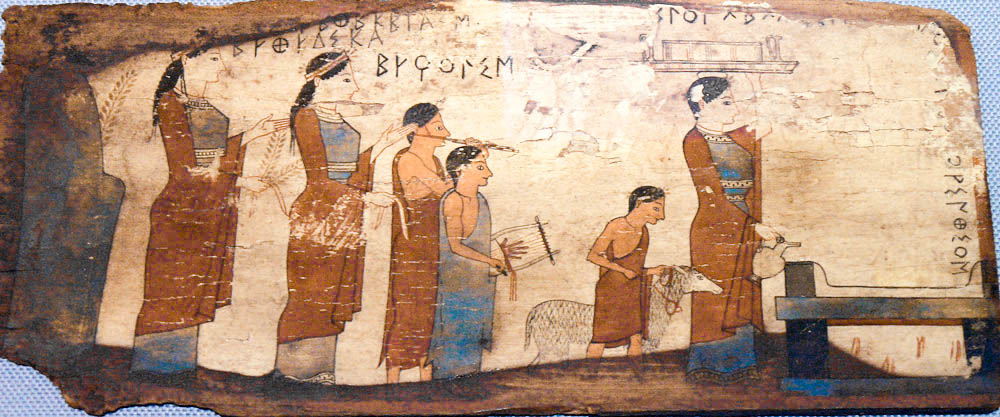
Eine Kanephore (ganz rechts) mit dem tablettartigen Korb auf dem Kopf bei einer Thysia-Prozession auf einer der Pitsa-Tafeln aus der Nähe von Korinth, um 540–530 v. Chr., NAMA, 16464

Kanephoroi kamen vor allem bei großen Staatsprozessionen zum Einsatz, wo sie die Prozessionen der Opferzeremonien anführten. Hierfür wurden in erster Linie frei geborene, schöne, jungfräuliche Mädchen ausgesucht, für die eine solche Auswahl eine große Ehre bedeutete. Bekannt sind Kanephoroi unter anderem bei den Panathenäen und Dionysien in Athen oder auch bei den von Athen nach Delphi gesandten Pythaïs. Sie nahmen auch an privaten Prozessionen, etwa an ländlichen Dionysien, teil. Bekannt sind Kanephoroi ferner in anderen griechischen Regionen, wo sie ebenfalls zumeist im Zusammenhang mit Staatsfesten genannt werden. Dazu gehören etwa die Delia und die Apollonia auf Delos und das Fest des Zeus Basileus in Lebadeia. An einigen Orten, etwa im ptolemäischen Ägypten, galten die Kanephoroi als Priesterinnen und standen zumindest zeitweise im Dienst einer bestimmten Gottheit.
Bei bildlichen Darstellungen werden die Kanephoroi bei Prozessionen oder Opferzeremonien gezeigt. Sie tragen den Korb auf dem Kopf, dieser hat drei Henkel. Die auszeichnende Bedeutung und hohe Ehre der Berufung in das Amt einer Kanephore zeigt sich auch darin, dass eine Zahl von Kanephoroi darstellenden Weihestatuen bekannt ist, die von ihren Familien in Auftrag gegeben wurden. Zum Teil stammten diese Statuen von sehr bekannten Bildhauern. In seiner Aufzählung von Kunstwerken auf Sizilien, die im Zusammenhang mit dem Prozess gegen Verres standen, nannte Cicero zwei unterlebensgroße Bronzestatuen des Polyklet, die sich in Messina in Privatbesitz befanden. Plinius der Ältere beschreibt zwei von Skopas geschaffene Marmorstatuen von Kanephoroi, die in den horti Serviliani aufgestellt waren.
Kanephoroi ist auch eine alternative Bezeichnung für die Karyatiden.